# Disturbios de Newark de 1967
Los disturbios de Newark de 1967 fueron uno de los 159 disturbios raciales que arrasaron ciudades en los Estados Unidos durante el largo y cálido verano de 1967. Este disturbio ocurrió en Newark, Nueva Jersey, entre el 12 de julio y el 17 de julio de 1967. Durante los cuatro días de disturbios, saqueos y destrucción de propiedades, 26 personas murieron y cientos resultaron heridas.

## Antecedentes
En las décadas previas a los disturbios, la desindustrialización y la dispersión urbana fueron los principales contribuyentes a los cambios en la demografía de Newark. Los residentes blancos de clase media se fueron a otras ciudades de North Jersey, en uno de los ejemplos más grandes de fuga blanca en el país. Debido a la legislación de la Ley de Reajuste de los Militares de 1944, los veteranos blancos, que acababan de regresar de luchar en la Segunda Guerra Mundial, comenzaron a emigrar de Newark a los suburbios donde había un mejor acceso a las carreteras interestatales, hipotecas de bajo interés y universidades. La expansión suburbana de salida de veteranos blancos de Newark fue rápidamente reemplazada por una afluencia de personas negras que se mudaron al Distrito Central; Sin embargo, los negros enfrentaron discriminación en el empleo y la vivienda, en última instancia, lo que hizo que sus vidas fueran más propensas a caer en un ciclo de la pobreza. En 1967, Newark fue una de las primeras ciudades de mayoría negra de Estados Unidos, pero todavía estaba controlada por políticos blancos.
La discriminación racial, el redlining y la falta de oportunidades en la educación, la capacitación y el empleo llevaron a los residentes afroamericanos de la ciudad a sentirse impotentes y privados de sus derechos. En particular, muchos sintieron que habían sido en gran parte excluidos de una representación política significativa y, a menudo, sometidos a la brutalidad policial.
El desempleo y la pobreza eran muy altos, y la base industrial tradicional de la ciudad se había erosionado y retirado por completo en 1967. El estado de Nueva Jersey tomó la decisión de despejar los edificios de viviendas de una vasta extensión de tierra en Central Ward para construir la nueva Universidad de Medicina y Odontología. Miles de residentes afroamericanos de bajos ingresos fueron desplazados en un momento en que las viviendas en Newark estaban envejeciendo y estaban sujetas a altas tasas impositivas.
A pesar de ser una de las primeras ciudades del país en contratar agentes de policía negros, la demografía del departamento siguió estando en desacuerdo con la población de la ciudad, lo que provocó malas relaciones entre los negros y el departamento de policía. Solo 145 de los 1.322 agentes de policía de la ciudad eran negros (11%), lo que refleja la demografía nacional, mientras que la ciudad creció hasta llegar a ser más del 50% de negros. Los líderes negros estaban cada vez más molestos porque el Departamento de Policía de Newark seguía estando dominado por oficiales blancos, que de forma rutinaria paraban e interrogaban a los jóvenes negros con o sin provocación.

## Desencadenantes
Los disturbios en Newark ocurrieron 2 años después de los disturbios en Los Ángeles y se produjeron en un momento en que las tensiones raciales eran altas. Los historiadores creen que la contracción de la economía, el aumento del desempleo y una ciudad con una población mayoritariamente afroamericana que estaba dirigida por políticos blancos aumentaron las tensiones durante esa época.
Este malestar y cambio social llegó a un punto crítico cuando dos policías blancos de Newark, John DeSimone y Vito Pontrelli, arrestaron a un taxista negro, John William Smith, en la noche del 12 de julio. Después de hacer una señal, Smith pasó el coche de policía aparcado en doble fila, tras lo cual fue perseguido y detenido por los agentes. Fue detenido, golpeado por los agentes y trasladado a la Comisaría 4ª de Policía, donde fue acusado de agredir a los agentes y realizar comentarios insultantes.
Los residentes de Hayes Homes, un gran proyecto de viviendas públicas, vieron a Smith incapacitado ser arrastrado al recinto y se inició el rumor de que lo habían golpeado hasta matarlo mientras estaba bajo custodia policial. El rumor se extendió rápidamente y pronto se formó una gran multitud fuera del recinto. En este punto, los relatos varían, y algunos dicen que la multitud arrojó piedras a través de las ventanas del recinto y luego la policía salió corriendo con cascos y palos. Otros dicen que la policía salió apresuradamente de su comisaría primero para enfrentarse a la multitud, y luego comenzaron a arrojar ladrillos, botellas y piedras.
Una persona que había presenciado el arresto de Smith se comunicó con miembros del Congreso de Igualdad Racial, el Partido de la Libertad Unida y el Proyecto Sindical Comunitario de Newark para una mayor investigación; posteriormente se les concedió acceso a la celda de detención del 4º Precinto de Smith. Después de ver las lesiones que Smith sufrió por la policía, exigieron que lo trasladaran al Newark Beth Israel Hospital en Newark, Nueva Jersey, y se les concedió su solicitud.
Al menos cinco policías fueron alcanzados por piedras, según un oficial. Algunos residentes fueron al Ayuntamiento y gritaron airadas protestas. Después de la medianoche, las falsas alarmas hicieron que los camiones de bomberos corrieran alrededor de un área de seis cuadras a lo largo de Belmont Avenue. Los saqueadores rompieron las ventanas de algunas tiendas y arrojaron mercadería a las aceras. Según la policía, las licorerías fueron el principal objetivo de los saqueadores. A medida que se disipaban los rumores, las cosas se calmaron.

## Disturbios
El 13 de julio se organizó una marcha para protestar contra las palizas y la brutalidad policial de Smith en la ciudad. Durante el mitin, una mujer desconocida rompió las ventanas del 4º Precinto con una barra de metal. El saqueo comenzó poco después y se extendió rápidamente a lo largo de Springfield Avenue, el distrito comercial del vecindario. Se lanzaron cócteles molotov a las tiendas y pronto se incendiaron edificios enteros. Un automóvil fue quemado y poco después un policía resultó herido por un ladrillo volador. En respuesta, se entregaron escopetas a algunos policías. A la medianoche, los saqueos se extendieron a otras áreas cercanas a la marcha y todos los policías fueron puestos en servicio de emergencia. A la 1 de a mañana se le dijo a la policía que "disparara si era necesario". En las siguientes dos horas, se envió a miembros de la Guardia Nacional de Nueva Jersey y a la Policía Estatal para hacer frente a las multitudes.
Temprano en la noche del 15 de julio, una mujer llamada Rebecca Brown murió en una ráfaga de balas dirigidas a la ventana de su apartamento del segundo piso. La muerte de Rebecca Brown provocó una reacción y discordia aún mayores. Al sexto día, los disturbios, saqueos, violencia y destrucción dejaron un total de 16 civiles, 8 sospechosos, un policía y un bombero muertos; 353 civiles, 214 sospechosos, 67 policías, 55 bomberos y 38 militares heridos; y 689 civiles y 811 sospechosos arrestados y se espera que los daños materiales hayan superado los 10 millones de dólares.
El fotógrafo Bud Lee estaba en Newark junto con el reportero de Life Dale Wittner durante los disturbios. Allí, Lee tomó varias fotos sombrías de un oficial de policía disparando a William Furr, de 24 años, quien fue sorprendido en un acto de robar un paquete de seis cervezas de la tienda Mack's Liquors saqueada; tanto Lee como Wittner habían conocido a Furr, quien irrumpió en la conversación de este último con un musulmán negro sobre la situación de los disturbios. También tomó una foto de un civil de 12 años, Joe Bass Jr., que estaba sangrando en el suelo después de que los perdigones perdidos del disparo de escopeta del policía que mató a Furr lo golpearon accidentalmente. Bass sobrevivió a las heridas y su imagen se convirtió en la portada de Life el 28 de julio de 1967.
Los disturbios provocaron una fuerte respuesta de las organizaciones encargadas de hacer cumplir la ley. Se desplegaron 7,917 miembros de la policía y la Guardia Nacional, lo que provocó 1.465 arrestos y 26 muertes. En un esfuerzo por contener los disturbios, todas las noches a las 6 p. m. los puentes de Bridge Street y Jackson Street, los cuales atraviesan el río Passaic entre Newark y Harrison, estuvieron cerrados hasta la mañana siguiente.
Los disturbios de Plainfield ocurrieron durante el mismo período en Plainfield, Nueva Jersey, una ciudad a unos 20 kilómetros al suroccidente de Newark durante la cual un oficial de policía fue asesinado a golpes. El autor y nativo de Plainfield, Isaiah Tremaine, publicó Insurrection en 2017 como un relato triste de esos disturbios y de las tensiones raciales posteriores en Plainfield High School, desde su perspectiva como un adolescente negro que vivía en la ciudad con amigos blancos y negros en ese momento.

## Consecuencias e impacto
Si bien los disturbios a menudo se citan como un factor importante en el declive de Newark y sus comunidades vecinas, las fuerzas raciales, económicas y políticas de más largo plazo contribuyeron a generar pobreza en el centro de la ciudad. Para las décadas de 1960 y 1970, a medida que la industria huyó de la ciudad, también lo hizo la clase media blanca, dejando atrás una población pobre. Durante este mismo tiempo, la población de muchas comunidades suburbanas en el norte de Nueva Jersey se expandió rápidamente.
Los disturbios causaron alrededor de 10 millones de dólares en daños (77 millones en la actualidad) y destruyeron muchas propiedades, varias de las cuales siguen abandonadas.
La proporción de oficiales de Newark en relación con su origen étnico ha aumentado a partir de 2000, cuando Newark era 52% negro, 34% latino y 14% blanco, el Departamento de Policía de Newark era 37% negro, 27% hispano y 36% blanco. En 2016, la fuerza todavía era 35% negra, mientras que la porción latina había aumentado al 41%.

## En la cultura popular
Los disturbios se describieron en la novela Pastoral americana de Philip Roth de 1997, así como en su adaptación cinematográfica de 2016, dirigida y protagonizada por Ewan McGregor, junto a Jennifer Connelly y Dakota Fanning.
Los eventos son el escenario de una sección de la novela 4 3 2 1 de Paul Auster.
El episodio "Regreso a Down Neck" de la serie Los Soprano presenta un flashback en el que la madre de Tony Soprano, Olivia Soprano, está viendo los disturbios en vivo por televisión.
En marzo de 2018, New Line Cinema y David Chase anunciaron una precuela cinematográfica de Los Soprano, ambientada durante los disturbios, llamada The Many Saints of Newark.